# Andrej Misson
Andrej Misson, slovenski skladatelj, pedagog in zborovodja, * 2. avgust 1960, Novo mesto.

## Življenjepis
Na Akademiji za glasbo v Ljubljani je leta 1987 končal študij kompozicije in dirigiranja, pod mentorstvom Daneta Škerla pa tudi magistriral (1995) in doktoriral (1997) na isti ustanovi. Misson je raziskovalec in strokovnjak na področju kompozicijske tehnike kontrapunkt. Večino svoje delovne energije usmerja v teoretično in pedagoško delo, je poustvarjalec na klavirju, čembalu in zborovodja. Bil je zborovodja Primorskega akademskega zbora Vinko Vodopivec.